# Buchpöllnitz
Buchpöllnitz ist ein zur Stadt Triptis im Saale-Orla-Kreis in Thüringen gehörender Weiler.

## Geografie
Buchpöllnitz liegt zwischen Mühlpöllnitz und Oberpöllnitz, südlich flankiert von der Bahnstrecke Saalfeld-Gera sowie östlich vom Großer Teich am Pöllnitzbach. Südlich gegenüber der Bahnstrecke befindet sich Steinpöllnitz.

## Geschichte
Urkundlich wurde Buchpöllnitz 1814 ersterwähnt. Die Geschichte dürfte eng mit Ober- und Mühlpöllnitz verknüpft sein. Buchpöllnitz wurde am 1. Juli 1950 gemeinsam mit Oberpöllnitz nach Triptis eingemeindet.